# Тум (Удмуртия)
Тум (удм. Дожигурт) — деревня в Ярском районе Удмуртии. Административный центр Казаковского сельского поселения.

## География
Деревня расположена на высоте 197 м над уровнем моря.

### Часовой пояс
Деревня Тум, как и вся Удмуртская Республика, находится в часовой зоне МСК+1. Смещение применяемого времени относительно UTC составляет +4:00.

## Население
| 2010 | 2012 |
| ---- | ---- |
| 136  | ↗140 |

## Улицы
- ул. Заречная,
- ул. Центральная,
- ул. Школьная[5].

## Инфраструктура
В деревне функционирует основная школа.